# مانسا (بنجاب)
مانسا (بالإنجليزية: Mansa, Punjab)‏ هي مستوطنة، في الهند، تقع في منطقة مانسا ، وهي عاصمتها، بلغ عدد سكانها 94,412 نسمة وذلك حسب إحصائيات سنة 2013، رمزها البريدي هو 151505.